# Roman Sladkopěvec
Svatý Roman Sladkopěvec také Romanos Melodos nebo Roman Melodus (kolem 490, Emesa - po roce 555, Konstantinopol) byl byzantský hymnograf, skladatel a diakon.

## Život
Hlavním zdrojem o jeho životě je menaion (liturgická kniha) pro říjen. Kromě toho jeho jméno zmiňují pouze dva další starověké zdroje; patriarcha 8. století svatý Germanos Konstantinopolský a slovník Suda, kde je označen jako "Romanos Melodos". Z těchto zdrojů se dozvídáme že se narodil v židovské rodině v Emese (dnes město Homs) nebo v Damašku v Sýrii. Byl pokřtěn v raném věku ale nevíme zda konvertovali ke křesťanství i jeho rodiče. Odešel do Berytu (dnes město Bejrút), kde byl rukopoložen v chrámu Vzkříšení na diakona.
Poté odešel za vlády císaře Anastasia I. do Konstantinopole. Zde začal sloužit jako sakristán v chrámu Hagia Sofia. Do konce svého života pobýval v monastýru Kyros, kde byl také pohřben.

## Legenda
Podle legendy nebyl Roman zpočátku považován za talentovaného čtěce ani zpěváka. Konstantinopolský patriarcha ho však miloval pro jeho velkou pokoru.
Jednou kolem roku 518, když sloužil v chrámu Matky Boží z Blachernae během celonočního bdění na svátek Narození Krista byl pověřen aby četl verše kathisma ze žaltáře. Četl tak špatně, že ho musel nahradit jiný čtěc. Někteří z nižších duchovních se za to Romanovi vysmívali a poníženě se posadil do chóru. Přemožen únavou a smutkem brzy usnul. Když spal, zjevila se mu Theotokos (Matka Boží) se svitkem v ruce. Přikázala mu, aby svitek snědl. Poté co ve snu svitek snědl, tak se probudil. Po probuzení ho patriarcha poslal na kazatelnu a začal zpívat svůj slavný kondak k Narození Páně. Císař, patriarcha, duchovenstvo a celá kongregace byli ohromeni jak hlubokou teologií hymnu, tak Romanovým jasným a zvučným hlasem. Podle tradice to byl vůbec první kondak, který se kdy zpíval. Scéna prvního představení Romana je často zobrazena na ikonách Pokrova přesvaté Bohorodice.

## Dílo
Roman psal v interdialektu starořečtiny Koiné.
Říká se, že složil více než tisíc hymnů či kondaků oslavujících různé svátky liturgického roku a životy svatých. Dochovalo se asi 60-80 hymnů, ale ne všechny ty, které jsou mu připisovány, mohou být originální.
Nejčasnější rukopisy jeho prací jsou datovány stoletími po jeho životě, podobné těm jeho nástupců Ondřeje Krétského a Kassii. Nejstarší vydání kompletních textů jsou datována do 11. století.
Dnes se během bohoslužeb zpívá pouze jedna sloka každého kondaku, přičemž celý hymnus byl nahrazen kánonem.
Mezi jeho známá díla patří kondaky:
- Narození Krista
- Mučednictví svatého Štěpána
- Smrt mnicha
- Poslední soud
- Marnotratný syn
- Vzkříšení Lazara (pro Lazarovu sobotu)
- Adamův nářek (pro Květnou neděli)
- Jidášova zrada

Jeho kondak k Narození Krista je považován za jeho mistrovské dílo a až do 12. století byl zpíván při svátku na císařských hostinách sbory z Hagia Sofia a chrámu svatých apoštolů.
Je jedným z mnoha osob, kteří se zasloužili o složení slavného akafistu k poctě Matky Boží, který se dodnes zpívá během Svaté čtyřicátnice.
Německý učenec Karl Krumbacher publikoval v Mnichově několik dosud nepublikovaných Romanových děl, které byly objeveny v monastýru svatého Jana Theologa na ostrově Patmos.

## Úcta
Jako svatý je uctíván pravoslavnou, římskokatolickou církví a arménskou apoštolskou církví.
Jeho svátek je připomínán 1. října (14. října – juliánský kalendář).